# Aeroport Regional d'Ada
L'Aeroport Regional d'Ada (IATA: ADT, ICAO: KADH, FAA LID: ADH) és un aeroport situat 3,2 quilòmetres (2 milles) al nord d'Ada, al Comtat de Pontotoc, Oklahoma, Estats Units. És propietat de la Ciutat d'Ada.

## Instal·lacions
L'aeroport ocupa una superfície total de 3.1 km² (770 acres) i té dues pistes d'asfalt: la 18/36 que fa 1.891 x 30 m (6.203 x 100 ft) i la 13/31 que fa 946 x 15 m (3.103 x 15 ft).
Entre el 12 de setembre de 2004 i el 12 de setembre de 2005 l'aeroport va registrar un total de 12.250 operacions, amb una mitjana de 33 al dia, distribuïdes de la següent manera: 98% aviació general i 2% militar. Un total de 48 aparells tenen en aquest aeroport la seva base.